# Antoinette Gabrielle Danton mellszobra
Antoinette Gabrielle Danton mellszobra a troyes-i szépművészeti múzeumban, egy másik, bronzzal futtatott változata a francia forradalom vizille-i múzeumában látható. A büszt állítólag egy halotti maszk alapján készült, amelynek elkészítéséért kiásták a nő koporsóját.

## A büszt
A mellszobor által megörökített nő Georges Jacques Danton felesége, leánykori nevén Antoinette Gabrielle Charpentier. Büsztjét Claude-André Deseine szobrász készítette. A gipszszobrot először az 1793-as párizsi Salonon állították ki a következő felirattalː exhumálva és megmintázva hét nappal halála után.
Antoinette Gabrielle Danton 1793. február 10-én Párizsban halt meg. Férje ekkor Belgiumban tartózkodott, hogy felmérje az ott állomásozó francia sereg helyzetét. Felesége haláláról annak fivére, François Victor Charpentier tájékoztatta levélben. Azt írta, hogy Gabrielle elvetélt halott magzatával, és kevéssel azután elhunyt. Danton február 16-án érkezett vissza Párizsba.
Louis Madelin 1914-ben megjelent Danton-életrajzában azt írta, hogy Gabrielle Dantont a ma már nem létező Szent-Katalin-temetőben (Cimetière Sainte-Catherine) helyezték végső nyugalomra. Dantont annyira lesújtotta a bánat, hogy kiásatta a sírt, felfeszítette a koporsót, magához ölelte felesége holttestét, majd a siketnéma szobrásszal, Claude-André Deseine-nel elkészítette a nő halotti maszkját. Madelin szerint a halotti maszk alapján készült a mellszobor, amelyet Deseine kiállított.
Norman Hampson angol történész, aki szintén megírta Danton életrajzát, szkeptikusabban fogalmazott. Ő így írtː Ezt a történetet pusztán az hitelesíti, hogy Deseine szobrász az 1993-as szalonban kiállította Gabrielle mellszobrát „hét nap után exhumálva”.
Az eredeti büszt a troyes-i szépművészeti múzeumban látható, a jobb váll alá a következő szöveget véstékː Meghalt február 10-én, exhumálták 17-én, hogy a siketnéma Deseine természetét megformázza, 1793 (Decedee le 10 fevrier et exhumee le 17 pour etre moulee sur nature par Deseine sourd et muet 1793).